# سيريك يلويوف
سيريك يلويوف (مواليد 15 ديسمبر 1980) هو ملاكم كازاخستاني، مثّل بلاده في الألعاب الأولمبية الصيفية 2004.

## روابط خارجية
سيريك يلويوف على موقع أوليمبيديا (الإنجليزية)